# Тюйлери
Тюйлери (на френски: Tuileries) е бивш дворец в Париж, използван за резиденция на френските крале.
Дворецът се е състоял от 3 павилиона, съединени помежду си с корпуси. Централната част на двореца е изгоряла през 1871 година по време на Парижката комуна и впоследствие е взето решение сградата да бъде разрушена. Страничните два павилиона са реставрирани и днес са част от музейния комплекс на Лувъра.
На мястото на двореца Тюйлери днес е останала едноименната градина, до голяма степен съхранила първоначалния замисъл от 1664 г. на Андре льо Нотър. Тя граничи с Лувъра на изток, със Сена на юг, с площад Конкорд на запад и с улица Риволи.
Има идеи дворецът да бъде изграден отново.